# Villa Erika

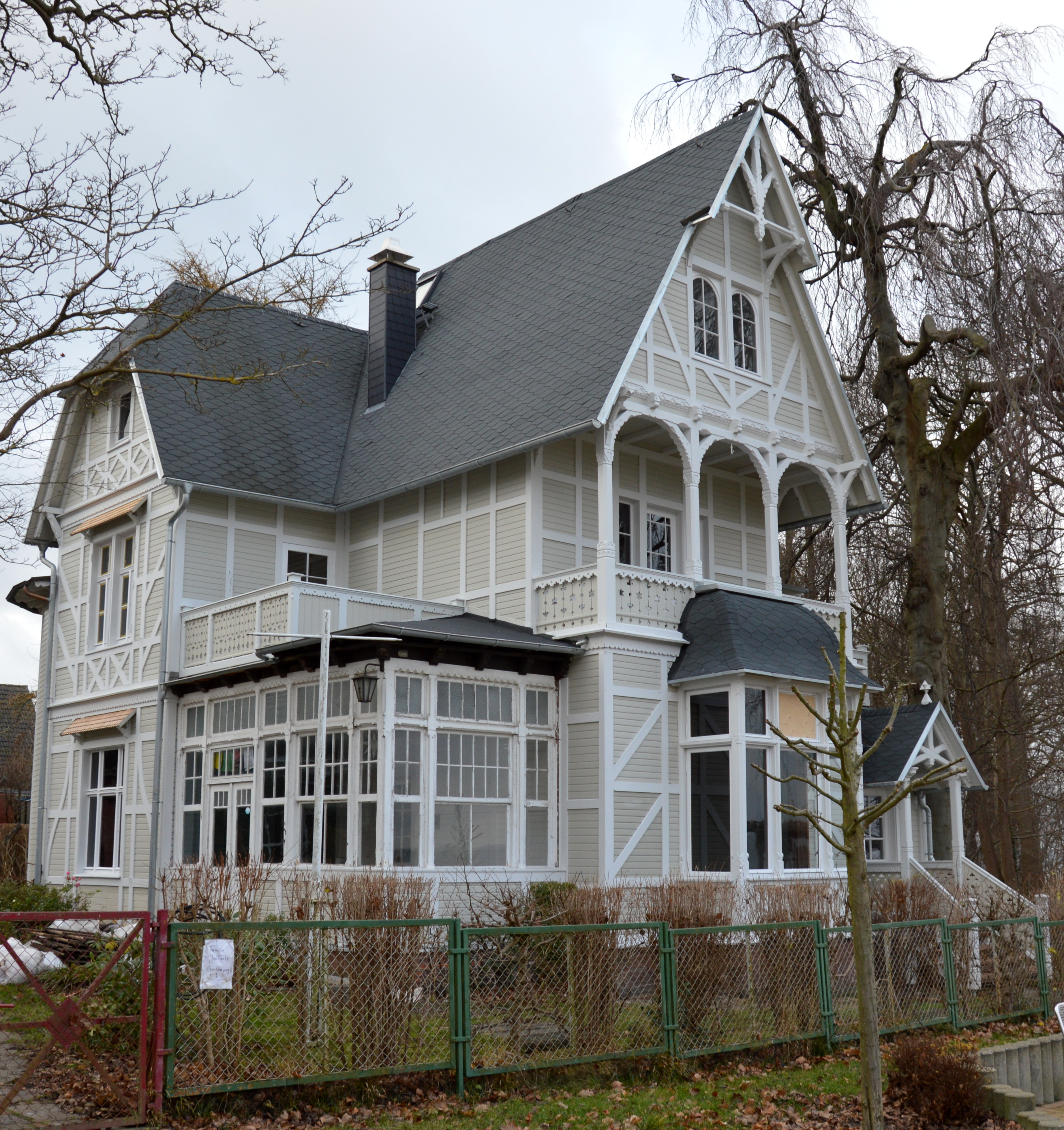
Villa Erika

Die Villa Erika ist eine als Pension genutzte denkmalgeschützte Villa in Göhren auf Rügen an der Ostsee.

## Lage
Die Villa befindet sich an der Adresse Waldstraße 8 auf der Westseite der Waldstraße im nördlichen Teil Göhrens. Östlich des Hauses fällt das Gelände steil in Richtung des Ostseestrandes ab.

## Architektur und Geschichte
Erbaut wurde die hölzerne Villa auf einem kreuzförmigen Grundriss im Jahr 1891 für Paul von Hase (1840–1918), königlich preußischer Oberstabsarzt. Nach ihm trug das Gebäude zunächst den Namen Villa Hase. Eines seiner Kinder war der spätere Widerstandskämpfer gegen die nationalsozialistische Gewaltherrschaft Karl Paul Immanuel von Hase. Der Bau des als Wolgasthaus bezeichneten Haustyps, erfolgte durch den Wolgaster Holzbaubetrieb J.H. Kraeft. Das Gebäude erinnert an amerikanische Holzhäuser im viktorianischen Stil der zweiten Hälfte des 19. Jahrhunderts. Tatsächlich hatte die Firma Kraeft enge Beziehungen zu amerikanischen Unternehmen. Von dort hatte man auch das Prinzip der Vorfertigung einzelner Bauteile übernommen. Die Villa ist weitgehend in den bauzeitlichen Formen erhalten. Später wurde noch ein Wintergarten angefügt. Das zum Gebäude gehörende Grundstück war ursprünglich deutlich größer als heute. Von Hase legte auf dem Grundstück einen kleinen Park an. Ein dicht beim Haus stehender Ginkgo und eine Trauerbuche stammen noch aus dieser Zeit.
Vor dem Obergeschoss befindet sich straßenseitig eine offene Loggia mit hölzernen weißen Arkaden. Oberhalb der Loggia thront ein hoher Giebel mit Freigespärre. Im Gebäudeinneren befinden sich, typisch für die Wolgasthäuser, diverse kleine Räume. Teilweise sind noch die Vertäfelungen von Wänden und Decken aus lasiertem Holz erhalten. Die Holzarbeiten im Haus wurden aus Pitchpineholz gefertigt. Bemerkenswert ist die vollständig erhaltene Vertäfelung des Treppenhauses.
Im Jahr 1908 veräußerte von Hase das Anwesen. Die neuen Eigentümer, Familie Kelch aus Berlin, benannten die Villa nach ihrer Tochter Erika. Die Villa wurde als privates Sommerhaus genutzt, bis sie in der Zeit der DDR an den VEB Volltuchwerke Crimmitschau verpachtet wurde, der sie als Ferienheim nutzte. Nach 1990 wurde die Villa durch die Erben der Familie Kelch saniert und dann als Pension genutzt.
2019 wurde die als Ferienhaus genutzte Villa, unter Berücksichtigung der Denkmalpflege, instand gesetzt um den repräsentativen Charakter des Hauses wiederherzustellen.